# 아르튀르 3세 드 브르타뉴 공작
아르튀르 3세 드 브르타뉴(프랑스어: Arthur III de Bretagne, 브르타뉴어: Arzhur III, 1393년 8월 24일 ~ 1458년 12월 26일)는 파르트네의 영주이자 잉글랜드 지역의 리치몬드의 명목상 백작이며, 그의 조카의 사망으로 권좌를 계승하게 되면서 그의 생애 마지막 11달을 브르타뉴 공작, 몽포르 백작이기도 했으며, 재판관(le Justicier)이자 아르튀르 드 리슈몽(Arthur de Richemont)이라고도 알려져 있다.

## 생애
아르튀르는 장 4세 드 브르타뉴와 그의 세 번째 부인 잔 드 나바르의 막내 아들이기에 몽포르의 공작 가문 출신이다. 아르튀르는 쉬시니오 성에서 태어났다.
그가 사망하기 바로 1년 전에 아르튀르는 그의 조카 피에르 2세에게서 공작 작위를 물려받았다. 아르튀르는 또한 명목상 리치몬드 백작하였다; 백국은 자주 브르타뉴 공작에게 수여되었는데 그의 아버지가 사망후 잉글랜드 측에서 그의 후계자들은 백작으로서 인정을 거부했다. 그럼에도 불구하고 그들은 자신들을 리치몬드 백작이라고 칭한 반면에 잉글랜드 작위는 1414년에 플랜태저넷 가 출신 베드포드 공작 존(1389년–1435년)에게 수여되었다.
아르튀르는 브르타뉴 공작이 되기 이전부터 백년 전쟁 기간 동안 프랑스 궁전에서 중요 인물이였다.
아르튀르는 1410년부터 1414년간 지속된 프랑스의 내전 기간에 부르고뉴파에 맞서 아르마냐크파편에 섰다. 그는 1415년 8월 25일 아쟁쿠르 전투에 참가했었고 그는 그곳에서 부상을 입고 포로가 됐었다. 그는 1420년에 석방되었고 그의 형제 공작 장이 트루아 조약을 체결하도록 설득하는걸 도와줬다. 1422년 잉글랜드는 그를 투렌 공작으로 임명했다. 그러나 그는 나중인 1424년에 도팽에게 다시 충성하였고 1425년에 욜란다 데 아라곤의 지원과 함께 프랑스의 콘네타블이 되었다.
콘네타블로서 그는 1429년 6월 18일에 벌어진 파테이 전투에서 잔다르크와 나란히 싸워 승리를 거뒀다. 아르튀르는 그의 고집과 참을성 없는 성격으로도 유명한데, 그의 성격상 나쁜점은 1427년 프랑스 궁정에서 그의 제명을 이끌게 했다. 1435년에 프랑스 궁정에서 그의 영향력을 되찾았고 샤를 7세와 선량공 필리프 사이의 아라스 조약을 주선하는데 도움을 줬다. 이 조약으로 프랑스와 부르고뉴의 평화가 생겼고, 궁극적으로 잉글랜드의 패배를 불러왔다. 그는 백년 전쟁의 마지막 전투인 1450년 4월 15일에 벌어진 포르미니 전투에서 프랑스군 사령관이였고, 이래 인해 프랑스의 노르망디 재정복이 완료되었다.

## 가족
아르튀르는 세 차례 혼인을 했다.
그의 아내들은 다음과 같다:
1. 마르그리트 드 부르고뉴 - 부르고뉴 공작 용맹공 장과 루이 드 기옌의 미망인의 딸이며, 1423년 10월 10일 디종에서 혼인함[1]
2. 잔 2세 달브레 - 드뢰 백작 샤를 2세 달브레의 딸이며, 1442년 8월 20일 네라크에서 혼인함
3. 카트린 드 뤽상부르생폴 - 피에르 1세 드 뤽상부르생폴의 딸이며, 1445년 7월 2일에 혼인함.

아르튀르는 1443년에 적출이 된 자클린이라는 이름의 친딸을 두었다.

## 계승
아르튀르는 적출이 알려지지 않은 상태로 사망했다. 그의 자리는 조카 에탕프 백작 프랑수아 2세가 계승했다.

## 같이 보기
- 브르타뉴 가문 가계도